# Edgar F. Codd
Edgar Frank "Ted" Codd, född 19 augusti 1923 i Isle of Portland, England, död 18 april 2003 i Williams Island, USA, var en  brittisk forskare inom datavetenskap. Han uppfann och bidrog till den tidiga utvecklingen av relationsdatabaser medan han arbetade på IBM i Kalifornien. Hans A Relational Model of Data for Large Shared Data Banks från 1970 blev det första i en serie viktiga dokument om relationsdatabaser.

## Biografi
Edgar F. Codd föddes på Isle of Portland i England. Efter grundskolestudier vid Poole Grammar School studerade Codd kemi och matematik vid Exeter College i Oxford. Under andra världskriget tjänstgjorde Codd som pilot vid Royal Air Force.
Codd erhöll Turingpriset 1981 för grundläggande bidrag till databasteori och relationsdatabaser. 1994 blev Codd invald till Fellow i Association for Computing Machinery.
Codd avled 2003 i sitt hem av hjärtsvikt vid 79 års ålder.